# 莱戈布兰站
莱戈布兰站（法語：Les Gobelins）是巴黎地鐵的一個車站。莱戈布兰站開通於1930年2月15日，是巴黎地鐵7號線的車站之一。莱戈布兰站的站名得來自以戈布蘭家族命名的戈布兰大街，這是一個以生產掛毯聞名的家族。

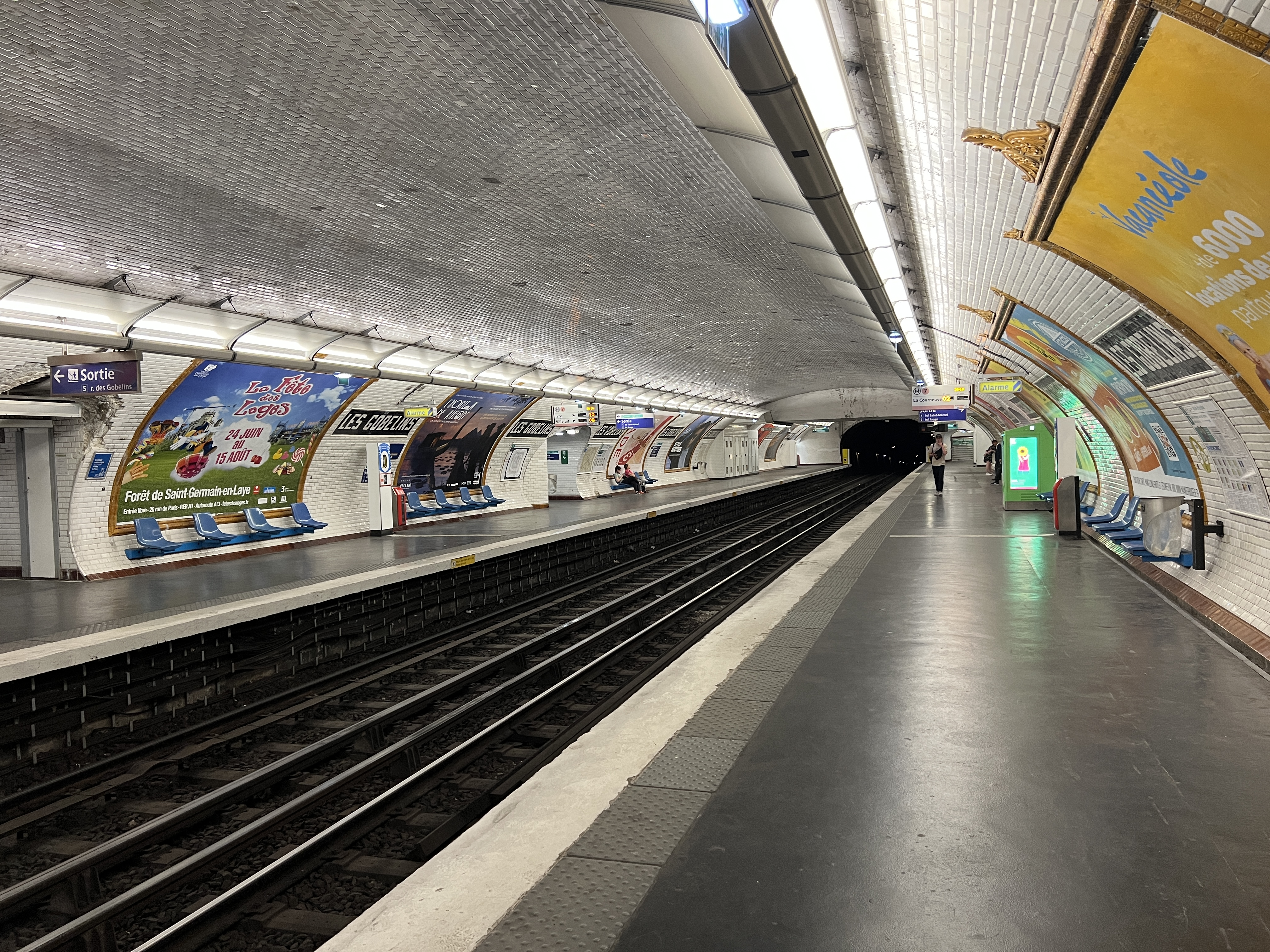
月台（2022年6月）

## 車站結構
| 街道      |                    |                                                 |
| B1        | 連接層             |                                                 |
| 7號線月台 | 側式月台，右側開門 | 側式月台，右側開門                              |
| 7號線月台 | 南行               | 往猶太城-路易·阿拉貢/伊夫里市政厅（意大利廣場） |
| 7號線月台 | 北行               | 往拉库尔讷沃-1945年5月8日（桑西耶-多邦东）      |
| 7號線月台 | 側式月台，右側開門 |                                                 |